# Yankee White (episodio de NCIS)
" Yankee White" es el primer episodio de la primera temporada de la serie de televisión drama criminal estadounidense NCIS. Se emitió por primera vez en CBS en los Estados Unidos el 23 de septiembre de 2003. El episodio fue escrito por Donald P. Bellisario & Don McGill y dirigido por Donald P. Bellisario, y fue visto por 13.04 millones de espectadores.
Mientras se encontraba en Air Force One, un Comandante de la Marina encargado de llevar el "balón de fútbol" muere en circunstancias misteriosas, lo que obligó a un aterrizaje de emergencia en Wichita, Kansas, pero aunque originalmente se pensó que su muerte se debió a un trágico accidente, el NCIS finalmente descubre pruebas que sugieren que el comandante fue asesinado y que podría estar relacionado con un posible intento de asesinato contra el Presidente de los Estados Unidos.
El episodio presenta a Caitlin "Kate" Todd (como reemplazo del agente de NCIS, Vivian "Viv" Blackadder ), y al agente del FBI Tobias Fornell, quien luego se convertiría en un personaje recurrente importante del programa. El resto del equipo fueron introducidos en un doble episodio de JAG, temporada 8, "Reina de Hielo" y "Meltdown".
El título del episodio ( Yankee White ) es el apodo administrativo de una verificación de antecedentes llevada a cabo por el personal del Departamento de Defensa y los posibles ciudadanos de EE. UU.

## Trama
Mientras se encuentra en Air Force One, el comandante de la Armada de Estados Unidos, Ray Trapp, muere de un ataque aparente después de almorzar con el presidente a pesar de los esfuerzos del médico y el equipo médico del Presidente. El avión se ve obligado a aterrizar en Wichita, Kansas, y el presidente es trasladado a su destino original en un avión de respaldo. Trapp visitó Air Force One solo porque el comandante de la Marina Timothy Kerry estaba enfermo de gripe. El NCIS llega para investigar la muerte, pero se encuentra con algunos problemas jurisdiccionales con el FBI y el Servicio Secreto, quienes quieren tomar la iniciativa. Con el agente del Servicio Secreto Caitlin Todd aceptando a regañadientes ayudar, los agentes especiales de NCIS Leroy Jethro Gibbs y Tony DiNozzo, y el médico forense de NCIS Donald "Ducky" Mallard examinan el cuerpo. El forense local, amigo de Ducky, logra detener al FBI el tiempo suficiente para que el NCIS comience las investigaciones preliminares. Por orden de Gibbs, Tony cierra la puerta con los agentes del FBI que aún están afuera y hace que el piloto de inmediato vuele el avión de regreso a Washington después de recibir la autorización del Agente Todd.
De vuelta en la sede del NCIS, Ducky realiza la autopsia del cuerpo del comandante Trapp, solo para descubrir que sufrió una embolia cerebral, que se considera una causa natural de muerte.Gibbs quiere que el equipo siga buscando mientras se une al Agente Todd a bordo del Air Force One. Más tarde, otro oficial de alto rango reveló ser el comandante de la Marina Timothy Kerry, fue encontrado muerto en su automóvil en Georgetown con síntomas similares a los del Comandante Trapp. La especialista forense de NCIS, Abby Sciuto, puede encontrar DMSO y veneno de serpiente de un Taipan australiano en los uniformes del comandante Trapp y del comandante Kerry, lo que podría explicar por qué murieron. DiNozzo investiga a ambos, descubriendo que Trapp y Kerry usaron la misma tintorería.
A bordo del Air Force One, el agente Todd le cuenta a Gibbs sobre su relación con el comandante Kerry, lo que resulta en un interrogatorio sobre el motivo de su muerte. La reacción de Todd hace que Gibbs crea que es inocente. Todd explica las diferencias entre el plano de respaldo y el plano principal. Gibbs se enfoca en la armería, que tiene candados en lugar de teclados digitales.Si los terroristas están planeando un ataque, deben haber copiado las claves.
Consciente de la amenaza, Gibbs revisa la armería mientras Todd protege al presidente. La armería está abierta, y un periodista está tratando de llegar a los aposentos del Presidente en un intento de matarlo. Gibbs se enfrenta al periodista, quien ataca, pero es asesinado antes de que se haga cualquier daño.
Al final del episodio, el Agente Todd renuncia al Servicio Secreto por infringir las reglas de fraternización. Luego es reclutada por Gibbs como agente de NCIS.

## Producción

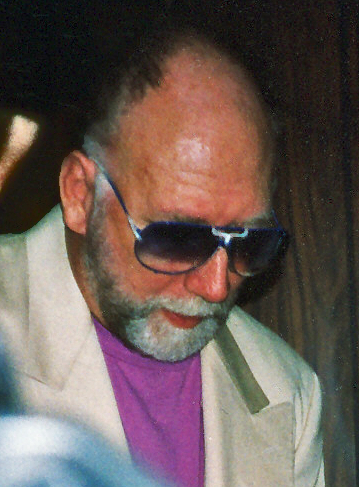
Donald Bellisario coescribió y dirigió el episodio.

El episodio está escrito por Donald P. Bellisario y Don McGill, y dirigido por Donald P. Bellisario. Según el comentario del DVD, el episodio fue escrito como un homenaje a la película Air Force One de 1997. Según Bellisario, el episodio piloto de NCIS fue fácil de vender a CBS debido a sus bajos costos en comparación con el piloto JAG. Con Billy Webb como director de fotografía, Bellisario quería darle a NCIS un aspecto diferente al de otros programas, comenzando con el primer episodio de la serie. Primero averigüe "cómo solíamos filmar esto, ahora vamos a encontrar otra forma de dispararlo". Los clips cortos entre escenas se convirtieron en una marca registrada. "Nos movimos rápido, saltamos en medio de escenas y saltamos diálogos". "Lo que terminamos fue un estilo de disparo completamente diferente".
En los primeros episodios piloto (piloto de puerta trasera), como parte de JAG, Robyn Lively es vista en el papel de la agente de NCIS, Vivian Blackadder. Bellisario declaró que "ella era un poco blanda para este tipo de rol", y es reemplazada por un personaje nuevo y diferente en este episodio. Representado por Sasha Alexander, el agente del Servicio Secreto Caitlin Todd es reclutado por Gibbs al final del episodio, llenando el lugar de Blackadder en el equipo de Gibbs.
Junto con el personaje de Alexander, se introdujeron dos personajes recurrentes. El agente del FBI Tobias C. Fornell (interpretado por Joe Spano ), quien aún es parte de la serie, y el asistente médico Gerald Jackson (Pancho Demmings). Jackson se retiró de la serie más tarde en la temporada 1 antes de regresar por última vez en los episodios de apertura de la temporada 3, "Kill Ari (Parte I)" y "Kill Ari (Parte II)".

### Reglas de Gibbs
Las tres primeras reglas de Gibbs son reveladas:
- N.º 1 "Nunca dejes que los sospechosos permanezcan juntos".
- N.º 2 "Siempre use guantes en la escena del crimen".
- N.º 3 "No creas lo que te dicen. Comprueba dos veces".

Según el productor ejecutivo Shane Brennan, las tres primeras reglas son un doble set. "Cuando [Gibbs] se unió a NCIS, Mike Franks le dijo que no necesitaba decenas de reglas diferentes para ser un agente ... solo tres 'reglas de oro'. Por eso tenemos duplicaciones [...]. Tres de Estas son las reglas de Gibbs, tres de ellas son las reglas de Mike Franks ". Si se trata de las reglas de Gibbs o de Frank que se muestran en el episodio, Brennan no lo dice.

## Recepción
"Yankee White" fue visto por 13.04 millones de espectadores en vivo luego de su transmisión el 23 de septiembre de 2003, con una participación de 8.6 / 14 entre todos los hogares. [5] Una cuota significa el porcentaje de televisores en uso sintonizado al programa.